# Volvo S70
Volvo S70 — среднеразмерный седан, выпускавшийся шведской компанией Volvo Cars с 1997 по 2000 год. Кроме седана S70 существовал и похожий универсал V70; обе модели являются переработкой Volvo 850 в части внешнего вида и подвески. По окончании производства, на смену S70 пришла модель Volvo S60. Всего было выпущено: седанов - 243,078, универсалов - 318,832, универсалов XC - 53,857.
Автомобиль имел шесть вариантов комплектации: Base, SE, GL (Grand Lux), GLT (Grand Lux Touring), T5 (5 cylinder Turbo) и R (только для Европы).
В автомобиле устанавливалась система электронного контроля за торможением, антипробуксовочная система стала контролировать подачу топлива, а не только подтормаживать колеса. На моделях с механической коробкой передач появился блокиратор стартера на работающем двигателе, автоматическая коробка получила «адаптивную» логику переключения. Во всех версиях устанавливался иммобилайзер. Передние подушки безопасности получили двухступенчатые сенсоры, которые регулировали силу выброса подушки в зависимости от скорости автомобиля и натяжения ремней безопасности; двери автомобиля отпирались автоматически после срабатывания подушек.

## Цена
Цена в 1997 году в Москве на Volvo S70 составляла: S70 10V (144 л.с.) - 42 000$; S70 20V (170 л.с.) - 48 000$.
| Модель      | Мощность, л.с. | Цена, DM |
| ----------- | -------------- | -------- |
| S70 2.0     | 126            | 47800    |
| S70 2.5 10v | 144            | 50200    |
| S70 2.5 20v | 170            | 53300    |
| S70 2.5 T   | 193            | 58300    |
| S70 T5      | 240            | 65300    |
| S70 R       | 250            | 84900    |
| S70 TDI     | 140            | 54000    |

Доплата за кузов универсал (Volvo V70) - 1500 DM (для S70 R - 3100 DM)

## Производство
| Год производства | 1996-97 | 1997-98 | 1998-99 | 1999-2000 | Всего  |
| ---------------- | ------- | ------- | ------- | --------- | ------ |
| S70              | 42462   | 95266   | 54236   | 50952     | 242916 |
| V70              | 44833   | 113882  | 73977   | 87140     | 319832 |
| V70XC            | 0       | 19163   | 15653   | 19041     | 53857  |

## Продажи
| Рынок      | 1997   | 1998   | 1999   | 2000   | 2001   |
| ---------- | ------ | ------ | ------ | ------ | ------ |
| Швеция     | 25972* | 31933* | 29578* | 29859* | 23004* |
| Германия   | 17665* | 812    | 10386* | 16717* | 12931* |
| США        | н/д    | 87266* | 71123* | 18305  | 226    |
| Франция    | 2624*  | 2440*  | н/д    | н/д    | н/д    |
| Нидерланды | 1616   | 1610   | 995    | 0      | 0      |
| Канада     |        |        |        | 2218   | 10     |
| Россия     |        |        | 161    |        |        |

- - вместе с Volvo V70